# Дрисслер, Йоханнес
Йоханнес Дрисслер (нем. Johannes Driessler; 26 января 1921, Фридрихсталь — 3 мая 1998, Детмольд) — немецкий композитор, органист и музыкальный педагог.
Дрисслер учился в Кёльне в музыкальном училище с 1939 по 1940 год. В 1944 году он женился на Гертруде Ледерманн. После Второй мировой войны Дрисслер стал учителем в Шондорф-ам-Аммерзе. В 1946 году он стал преподавателем в музыкальной академии в Детмольде.